# Манн, Юрий Владимирович
Ю́рий Влади́мирович Манн (9 июня 1929, Москва — 4 февраля 2022) — советский и российский литературовед, специалист по русской литературе и критике XIX в. Доктор филологических наук (1973), профессор (1997) кафедры истории русской литературы историко-филологического факультета РГГУ. Заслуженный профессор РГГУ.

## Биография
Окончил филологический факультет МГУ (1952), работал референтом члена-корреспондента АН СССР А. М. Еголина, затем — научный сотрудник ИМЛИ. В 1964 году защитил кандидатскую диссертацию по теме «Творческий метод Белинского». Доктор филологических наук — тема диссертации «Реализм Гоголя и проблемы гротеска» (1973). Профессор РГГУ (с 1991).
Специалист, прежде всего, по творчеству Николая Гоголя. Главный редактор академического Полного собрания сочинений и писем Н. В. Гоголя в 23 томах.
Был награждён премией А. М. Шанявского (2008) и премией Н. В. Гоголя в Италии (2009), действительный член Российской академии естественных наук (1996).
Скончался 4 февраля 2022 года. Похоронен на Леоновском кладбище.

## Труды
- Комедия Гоголя «Ревизор». — М.: Худож. лит., 1966. — 111 с. — (Массовая ист.-лит. б-ка). — 143 000 экз.
- О гротеске в литературе. — М.: Сов. писатель, 1966. — 183 с. — 8 000 экз.
- Русская философская эстетика (1820—1830-е гг.). — М.: Искусство, 1969. — 304 с. — 8 000 экз.
- Смелость изобретения: Черты художественного мира Гоголя. — М.: Дет. лит., 1975. — 127 с. — 50 000 экз.
  - То же. Изд. 2-е., доп. — М.: Дет. лит., 1979. — 142 с. — 100 000 экз.
  - То же. Изд. 3-е. — М.: Дет. лит., 1985. — 142 с. — 100 000 экз.
- Поэтика русского романтизма. — М.: Наука, 1976. — 375 с. — 11 000 экз.
- Поэтика Гоголя. — М.: Худож. лит., 1978. — 398 с. — 20 000 экз.
  - То же. 2-е изд., доп. — М.: Худож. лит., 1988. — 413 с. — 20 000 экз.
- В кружке Станкевича: Ист.-лит. очерк. — М.: Дет. лит., 1983. — 319 с.
- В поисках живой души: «Мёртвые души»: Писатель — критика — читатель. — М.: Книга, 1984. — 415 с. — (Судьбы книг). — 75 000 экз.
  - То же. 2-е изд., испр. и доп. — М.: Книга, 1987. — 351 с. — 50 000 экз.
- Диалектика художественного образа. — М.: Сов. писатель, 1987. — 319 с. — 8 400 экз.
- Николай Гоголь. Жизнь и творчество: Кн. для чтения с коммент. на англ. яз. — М.: Русский язык, 1988. — 288 с.
- Семья Аксаковых: Ист.-лит. очерк. — М.: Дет. лит., 1992. — 400 с. — (Люди. Время. Идеи). — 100 000 экз.
- «Сквозь видный миру смех…»: Жизнь Н. В. Гоголя, 1809—1835 / [Вступ. ст. С. Бочарова]. — М.: Мирос, 1994. — 471 с. — 20 000 экз.
- Динамика русского романтизма: Пособие для учителей литературы, студентов-филологов и преподавателей гуманитарных вузов. — М.: Аспект-пресс, 1995. — 381 с. — 8 000 экз.
- Поэтика Гоголя. Вариации к теме. — М.: Coda, 1996. — 474 с. — 4 000 экз.
- Русская философская эстетика. — М.: МАПП, 1998. — 379 с. — 3 000 экз.
- Русская литература XIX века. Эпоха Романтизма: Пособие для учителей лит., студентов-филологов и преподавателей гуманитарных вузов. — М.: Аспект-пресс, 2001. — 447 с.
- Гоголь: Труды и дни: 1809—1845. — М.: Аспект-пресс, 2004. — 813 с., 32 с. илл. — ISBN 5-7567-0334-9.
- Постигая Гоголя: Учебное пособие для старшеклассников и студентов вузов. — М.: Аспект Пресс, 2005. — 206 с.
- Творчество Гоголя. Смысл и форма. — СПб.: СПбГУ, 2007. — 743 с. — (Письмена времени).
- Тургенев и другие. — М.: РГГУ, 2008. — 632 с.
- Н. В. Гоголь. Судьба и творчество. — М.: Просвещение, 2009. — 303 с.
- Гоголь. Завершение пути: 1845—1852. — М.: Аспект Пресс, 2009. — 304 с. (Рецензия)
- «Память-счастье, как память-боль…»: Воспоминания, документы, письма. — М.: РГГУ, 2011. — 494 с.
  - То же. 2-е изд., доп. — М.: РГГУ, 2014. — 571 с.
- Гоголь: [Трилогия]. — М.: РГГУ.
  - Кн. 1: Начало, 1809—1835. — 2012. — 506 с.
  - Кн. 2: На вершине, 1835—1845. — 2012. — 554 с.
  - Кн. 3: Завершение пути, 1845—1852. — 2013. — 497 с.
- Сквозь форму к смыслу: Самоотчёт. — М.: ЯВНЕ. — (Гуманитарное пространство: международный альманах).
  - Ч. 1: Из «гоголевской мозаики». — 2015. — 216 с.
  - Ч. 2: Из «гоголевской мозаики». — 2016. — 200 с.
- История русской литературы первой трети XIX века: Учебник для студентов высших учебных заведений, обучающихся по гуманитарным направлениям и специальностям. — М.: Юрайт, 2016. — 441 с.
- Гнезда русской культуры: Кружок и семья. — М.: Новое литературное обозрение, 2016. — 599 с. — ISBN 978-5-4448-0570-1.
- Карпо Соленик: «Решительно комический талант». — М.: Новое литературное обозрение, 2018. — 177 с. — ISBN 978-5-4448-0770-5.
- Н. В. Гоголь: Тайны биографии и тайны творчества. — М.: РГГУ, 2019. — 144 с.
- Из XX века в век XXI. — М.: РГГУ, 2020. — 198 с.